# The Brass Bottle
The Brass Bottle er en britisk stumfilm fra 1914 af Sidney Morgan.

## Medvirkende
- E. Holman Clark som Fakrash-al-Amash
- Alfred Bishop som Futvoye
- Doris Lytton som Sylvia Futvoye
- Lawrence Grossmith som Horace Ventmire
- Tom Mowbray som Samuel Wackerbath